# Robigus

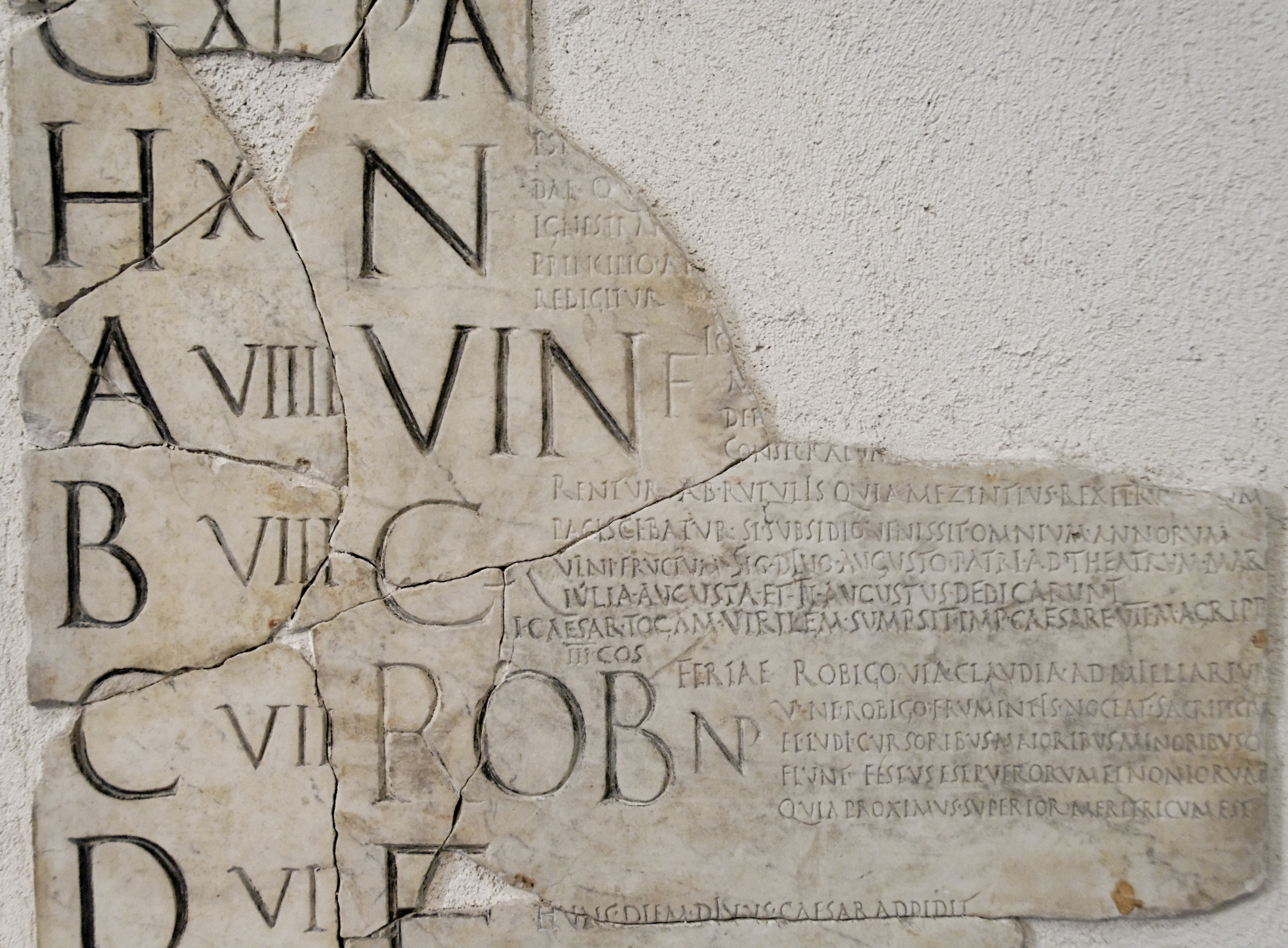
Sección del Fasti Praenestini, calendario de Verrius Flaccius. VIN quiere decir Vinalia, y ROB Robigalia.￼

Robigus fue una diosa de la mitología romana relacionada con las enfermedades. Su paredro fue Robigón.